# Calle de Camino
La calle de Camino es una vía pública de la ciudad española de San Sebastián.

## Descripción
La vía, que lleva por título alguna variante del actual desde septiembre de 1866, nace de la plaza de Ramón Labayen de la mano de la calle de Santa Catalina y discurre hasta la plaza de Guipúzcoa, con cruce a medio camino con la calle de Oquendo. Honra con el nombre a Joaquín Antonio de Camino y Orella (1754-1819), religioso, historiador y traductor natural de la ciudad, autor, entre otras obras, de una Historia civil-diplomática-eclesiástica antigua y moderna de la ciudad de San Sebastián. La vía aparece descrita en Las calles de San Sebastián (1916) de Serapio Múgica Zufiria con las siguientes palabras:

Calle del Doctor Camino.—El doctor don Joaquín Antonio de Camino y Orella, nació en San Sebastián, y abrazó la carrera eclesiástica. Llevado de sus aficiones históricas y de su amor a la ciudad en donde vió la luz primera, arregló el viejo archivo del Municipio, que se quemó totalmente en 1813. Esta circunstancia, unida a su carácter estudioso, le puso en condiciones de poder escribir la «Historia de San Sebastián», que no se publicó hasta muchos años después, en 1892. Suyo es también el artículo San Sebastián del «Diccionario Geográfico-Histórico de las Provincias Vascongadas y Navarra», publicado por la Academia de la Historia en 1802. Fué traductor de las obras de San Cipriano. Era Canónigo de la catedral de Lugo, cuando murió en dicha población en Septiembre de 1819.

El 12 de Septiembre de 1866, se acordó poner su nombre a la calle que lo lleva, y el 3 de Septiembre de 1907 se dispone denominarle «Calle del Doctor Camino», acuerdo que se ratifica en sesión de 8 de Marzo de 1916.
(Múgica Zufiria, 1916, p. 24)